# Crewe Alexandra F.C.
Crewe Alexandra Football Club – angielski zespół piłkarski z siedzibą przy Gresty Road w Crewe (Cheshire, Anglia), grający obecnie w League Two. Klub został założony w 1877 roku, a jego nazwa pochodzi rzekomo od księżniczki Aleksandry. Przydomek klubu The Railwaymen (Kolejarze) związany jest z przemysłem kolejowym działającym w mieście.

## Crewe Alexandra
Stan na 1 lutego 2023
| Nr | Poz. | Piłkarz                   |
| -- | ---- | ------------------------- |
| 1  | BR   | Dave Richards             |
| 2  | OB   | Kelvin Mellor             |
| 3  | OB   | Rio Adebisi               |
| 4  | OB   | Zac Williams              |
| 5  | OB   | Rod McDonald              |
| 6  | OB   | Luke Offord (kapitan)     |
| 7  | NA   | Chris Long                |
| 8  | PO   | Conor Thomas              |
| 9  | NA   | Courtney Baker-Richardson |
| 10 | PO   | Callum Ainley             |
| 11 | NA   | Dan Agyei                 |
| 12 | PO   | Regan Griffiths           |
| 15 | OB   | Connor O'Riordan          |
| 16 | PO   | Charlie Colkett           |

| Nr | Poz. | Piłkarz                                             |
| -- | ---- | --------------------------------------------------- |
| 17 | NA   | Lachlan Brook (Wypożyczony z Brentford)             |
| 18 | PO   | Ryan Finnigan (Wypożyczony z Southampton)           |
| 19 | NA   | Bassala Sambou                                      |
| 20 | NA   | Elliott Nevitt                                      |
| 21 | PO   | Tariq Uwakwe                                        |
| 22 | OB   | Billy Sass-Davies                                   |
| 24 | PO   | Charlie Finney                                      |
| 25 | PO   | Joel Tabiner                                        |
| 26 | NA   | Connor Evans                                        |
| 27 | PO   | Matúš Holíček                                       |
| 30 | PO   | Owen Lunt                                           |
| 31 | BR   | James Beadle (Wypożyczony z Brighton & Hove Albion) |
| 32 | NA   | David Amoo                                          |
| 33 | OB   | Sean Robertson (Wypożyczony z Forest Green Rovers)  |

### Piłkarze na wypożyczeniu
| Nr | Poz. | Piłkarz                         |
| -- | ---- | ------------------------------- |
| 23 | BR   | Tom Booth (w Nantwich Town))    |
| 28 | OB   | Lewis Billington (w Leek Town)) |
| 29 | OB   | Sean Lawton (w Nantwich Town))  |

## Sukcesy
- Półfinał FA Cup: 1
  - 1888
- Football League Trophy
  - 2013